# Diplazium japono-mettenianum
Diplazium japono-mettenianum är en majbräkenväxtart som beskrevs av Takenoshin Nakai.
Diplazium japono-mettenianum ingår i släktet Diplazium och familjen Athyriaceae. Inga underarter finns listade i Catalogue of Life.